# Ballyvaughan
Ballyvaughan ou Ballyvaghan (en irlandais : Baile Uí Bheacháin, « la ville d'Ó Beachán ») est un village irlandais de la région du Burren, dans le comté de Clare. Il est situé sur la route N67, sur la rive sud de la baie de Galway, dans l'angle nord-ouest du Burren. Cette position sur la route côtière et la proximité de nombreux sites touristiques de la région ont fait du village un centre local d'activités touristiques. Lors du recensement de 2022, Ballyvaughan comptait 361 habitants. La région a été officiellement classée comme faisant partie du Gaeltacht de l'Ouest de Clare, une communauté de langue irlandaise, jusqu'en 1956.
À quelques kilomètres de Ballyvaughan, se trouve l’abbaye de Corcomroe.

## Personnalités
- Sarah Poyntz (1926-2020), auteure et journaliste, est morte à Ballyvaughan.

### Article lié
- Abbaye de Corcomroe